# ジョアン・パラディス
ジョアン・キャサリン・パラディス（Johanne Catherine Paradis）は、言語科学者、バイリンガル言語発達の専門家。アルバータ大学の言語学教授およびコミュニケーション科学および障害の非常勤教授でありおよび児童英語第二言語（CHESL）センターを指揮している。
パラディスは、Journal of Child Languageの編集長であり、Journal of Speech、Language、and Hearing Researchの編集委員を務めています。 
Fred Genesee、Martha Cragoとの共著で、Dual Language Development & Disordersを編纂、A Handbook on Bilingualism & Second Language Learningを共同執筆。また、Input and Experience in Bilingual Developmentの編集者、The Acquisition of French in Different Contexts、Focus on Functional Categoriesの共同編集者。

## 経歴
パラディスはブリティッシュコロンビア大学で言語学を学び、1986年に学士号を取得し、1988年に修士号を取得した。彼女はマギル大学で教育を続け、1997年にフレッドジェネシーの下で心理学の博士号を取得した。
カナダの社会科学人文科学研究評議会の支援を受けて博士研究員を修了した後、パラディスは2000年にアルバータ大学の言語学部に加わり、2011年に教授に昇進した。またカナダのAlberta Center for Child、Family and Community Research、 Canadian Language and Literacy Research Network、、およびSocial Sciences and Humanities ResearchCouncilからの助成金によって資金提供を受けている。

## 研究
パラディスの研究は、バイリンガリズム、第二言語習得、および子供と未成年者の継承語習得の理論的および応用的側面である。彼女の最近のプロジェクトのいくつかは、子供の第二言語習得における年齢の影響、移民家族からの自閉症スペクトラム障害（ASD）の子供におけるバイリンガルの発達 、シリア難民の子供たちの言語とリテラシーの発達を調査している。
Child English Second Language Centerでは、臨床医と教育者を支援し、リソースを提供することを目的として、第二言語または外国語としての英語の習得に焦点を当てている。Paradisとその共同研究者は、第二言語として英語を学ぶ子供たち、特定の言語障害（SLI;発達言語障害としても知られる）を持つ子供たち、そして典型的な発達（TD）を持つ子供たちの言語プロファイルを比較する多くの研究を行った。彼女の研究の1つでは、第2言語として英語に4〜6年間さらされた8〜10歳の子供が、英語の時制形態素の生成と英語の文について文法的な判断を下す能力について調査をした。その中にはSLIとTDが含まれており、SLIまたはTDを持つ英語を母国語とするバイリンガルの子どもたちと比較した。その結果、SLIの子どもたちとTDの子どもたちの間には、英語の形態素に対する誤りについて共通点があることがわかった。また、TDの子どもたちとSLIの子どもたちの間にも共通点があることがわかった。

## 代表的な出版物
- Genesee, F., Nicoladis, E., & Paradis, J. (1995). Language differentiation in early bilingual development. Journal of Child Language, 22(3), 611-631. doi:10.1017/S0305000900009971
- Paradis, J. (2001). Do bilingual two-year-olds have separate phonological systems? International Journal of Bilingualism, 5(1), 19–38. doi:10.1177/13670069010050010201
- Paradis, J. (2010). The interface between bilingual development and specific language impairment. Applied Psycholinguistics, 31(2), 227-252. doi:10.1017/S0142716409990373
- Paradis, J. (2011). Individual differences in child English second language acquisition: Comparing child-internal and child-external factors. Linguistic Approaches to Bilingualism, 1(3), 213-237. doi:10.1075/lab.1.3.01par
- Paradis, J., & Genesee, F. (1996). Syntactic acquisition in bilingual children: Autonomous or interdependent? Studies in Second Language Acquisition, 18(1), 1-25. doi:10.1017/S0272263100014662
- Paradis, J., & Navarro, S. (2003). Subject realization and crosslinguistic interference in the bilingual acquisition of Spanish and English: What is the role of the input? Journal of Child Language, 30(2), 371-393. doi:10.1017/S0305000903005609